# Загублена книгарня
«Загублена книгарня» (англ. The Lost Bookshop) — роман ірландської письменниці Еві Вудс з елементами бібліофільства, магічного реалізму, фентезі, історичної прози та романтичного жанру. Книга також розглядає серйозні проблеми реального світу, як-от алкоголізм, домашнє насильство та суспільна мізогінія.
Книга вийшла 2023 року у видавництві One More Chapter, що є частиною HarperCollins. Раніше Вудс видавала книжки власним коштом під справжнім іменем, Еві Ґоґан.
Роман був номінований на звання найзахопливішої книги року в межах British Book Awards 2024. Він посів перше місце у щотижневому списку книжок The Wall Street Journal; потрапив до десятки найкращих книжок Sunday Times та став бестселером на Amazon UK та US. 23 травня 2024 року видавець One More Chapter повідомив, що книга розійшлася тиражем понад один мільйон примірників.

## Короткий зміст
Роман «Загублена книгарня» використовує оповіді від першої особи, чергує персонажів у двох основних лініях, дія яких відбувається у Дубліні, Лондоні та Парижі: одна починається в 1920-х, інша — у сучасності (близько 2020 року, але без згадки про COVID-19), і які поступово сходяться у свідомості читача до остаточної розв'язки.
1921 року Опалін Карлайл перебуває в Лондоні, де її владна мати та брат Ліндон, ветеран-офіцер, поранений у Першій світовій війні, змушують її вступити в шлюб за домовленістю. Незалежна молода жінка, яка цінує свободу та пригоди, вона тікає до Франції, замість того, щоб погодитися на шлюб, і знаходить роботу в книгарні «Шекспір і компанія», де навчається мистецтва торгівлі рідкісними книгами та зустрічається з відомими літературними персонажами, зокрема з романістами Джеймсом Джойсом та Ернестом Гемінґвеєм.
Тим часом у сучасній Ірландії Марта тікає до Дубліна, щоб уникнути власного проблемного минулого, і знаходить роботу домогосподаркою у літньої жінки, мадам Боуден.
Приблизно в цей час до Дубліна прибуває Генрі, науковець, який відчайдушно шукає ймовірний неопублікований другий роман Емілі Бронте та загублену книгарню, що відіграє ключову роль в академічному дослідженні, на яке він отримав фінансування. Поруч із місцем, де, на його думку, мала б бути загублена книгарня (але таємничим чином її немає), він чи то випадково, чи то за покликанням долі, зустрічає Марту.
Після того, як її знайшли й на вимогу брата помістили до окружної божевільні в Коннахті, Опалін зрештою тікає, знову вирушає до Дубліна й відкриває там книгарню, усе ще ховаючись від брата під вигаданим іменем міс Ґрей. Оскільки вона, вочевидь, зникла з історичних записів, Генрі та Марті важко її розшукати, коли вони намагаються скласти її історію в одне ціле.
Попри те, що самі герої не усвідомлюють зв’язків між собою, ниточки поступово сплітаються — за допомоги Опалін і самої загубленої книгарні, яка, як ми дізнаємося, наділена доброю волею й чарівними силами. Урешті-решт загадку книгарні розв’язано.

## Прийняття
Роман був номінований на звання найзахопливішої книги року в межах British Book Awards 2024. Він посів перше місце у щотижневому списку книжок Wall Street Journal; 31 грудня 2023 року потрапив до десятки найкращих книжок Sunday Times, та став бестселером на Amazon UK та US. Між червнем 2023 року та січнем 2024 року книжка розійшлася тиражем понад 500 000 примірників. 23 травня 2024 року видавець One More Chapter повідомив у Твіттері, що книжку продали тиражем понад один мільйон примірників. Книжка спочатку вийшла в цифровому форматі як електронна книга та аудіокнига і стала хітом ще до виходу паперового видання. Її перекладено 20-ма мовами.
Corriere della TV зазначає (італійською мовою), що «Загублена книгарня» містить багато літературних посилань, які будуть цікаві дослідникам літератури, колекціонерам книг та бібліофілам. Рецензент вважає історичну сюжетну лінію «болісною», зазначаючи: «На початку 1920-х років жінки були лише майном чоловіків у своїй родині. Їхня стать позбавляла їх будь-якого соціального статусу чи впливу».
У рецензії на роман «Загублена книгарня» Мейрід Гірн каже, що твір називають поєднанням  романів «Хоронителька історій» і «Зникнення аптекарки» та описують як «чарівний і захопливий роман, сповнений таємниць і загадок». Прочитавши інші твори Еві Ґоґан, Гірн «цілковито захоплена магією й теплотою її оповідей».
На завершення Гірн пише: «Роман "Загублена книгарня" – це радість для читання, спокуслива історія, яка розпалює уяву, справді захопливе та харизматичне читво самопізнання та сили, сповнене почуттям надії та пристрасті».
Кейт Сторі пише в Culturefly, що «один із найпіднесеніших мотивів роману "Загублена книгарня" — це шлях до того, щоб стати собою, тим, ким тобі судилося бути». Вона вважає книгу «магічною історією» й «яскравим прикладом того, як книга про книги може підняти настрій і подарувати відчуття безмежних можливостей».
Кіфер Джонс, автор огляду твору для Books & Review, пише, що «Загублена книгарня» – це «захоплива історія»; «зворушливий та чарівний роман із таємницями та секретами».

## Переклад українською
2025 року у видавництві «Віват» вийшов український переклад роману. Перекладачка — Людмила Людвиченко.